# Borgen
|  | Per a altres significats, vegeu «Bjørn Borgen». |

Borgen és una sèrie dramàtica de televisió danesa que es va emetre de 2010 a 2013. Aquesta ficció política narra la trajectòria de Birgitte Nyborg (Sidse Babett Knudsen), líder del partit dels Moderats i primera ministra de Dinamarca. S'ha doblat al català per a TV3 i IB3 Televisió. El 10 d'octubre de 2023 es va començar a emetre a IB3, el 30 d'octubre es van incorporar les tres temporades a la plataforma 3Cat i TV3 va estrenar-la el 5 de novembre.

## Borgen, la sèrie
Borgen és una sèrie de televisió de drama polític danès. Adam Price és el coguionista i desenvolupador de la sèrie, juntament amb Jeppe Gjervig Gram i Tobias Lindholm. Borgen és produït per Danmarks Radio (DR), l'emissora pública danesa que anteriorment havia produït Forbrydelsen. La paraula danesa Borgen, literalment «castell», és el nom informal del Palau de Christiansborg, on conviuen inusualment les tres branques del poder a Dinamarca: el Parlament, l'oficina del primer ministre i el Tribunal Suprem, i s'utilitza sovint com a metonímia del govern danès.
La trama de la sèrie comença quan, contra pronòstic, Birgitte Nyborg Christensen (Sidse Babett Knudsen), líder del partit de centre-esquerra dels Moderats, es converteix en la primera dona primera ministra de Dinamarca. Altres personatges principals de la sèrie són Katrine Fønsmark interpretada per Birgitte Hjort Sørensen, presentadora de notícies de TV1; Kasper Juul interpretat per Pilou Asbæk, analista polític i assessor de premsa de Nyborg; Torben Friis (Søren Malling), editor de notícies de TV1; Phillip Chriastiansen, interpretat per Mikael Birkkjær, el marit de Birgitte, i Hanne Holm (Benedikte Hansen) com a periodista.
Se n'han estrenat tres temporades, cadascuna de les quals es compon de deu episodis, a banda d'una quarta temporada titulada Borgen. Regne, poder i honor, en aquest cas de vuit capítols. La primera es va estrenar a Dinamarca a la tardor del 2010, la segona a la tardor del 2011, i la tercera l'1 de gener de 2013.
La sèrie s'ha emès a la majoria de països europeus, així com als Estats Units, Canadà, Mèxic, Corea del Sud, Japó, Índia, Austràlia i Nova Zelanda. A l'estat espanyol la sèrie es va estrenar al Canal+ el desembre de 2014 amb les dues primeres temporades. El setembre de 2020, la plataforma Netflix va incorporar al seu catàleg les tres temporades de la sèrie, visibles a tot el món. Això va provocar l'èxit de la sèrie en regions on encara no s'havia pogut veure, com a Llatinoamèrica.

## El personatge de Birgitte Nyborg
Tot i que està força estès que el personatge de Birgitte Nyborg es basa en la primera primera ministra de Dinamarca, Helle Thorning-Schmidt, la veritat és que Thorning-Schmidt fou nomenada primera ministra quan s'emetia la segona temporada de Borgen. Adam Price, el creador de la sèrie, sempre va afirmar que la seva intenció era crear una cert idealisme en el personatge de Birgitte Nyborg, el qual és inherent al personatge. Segons Price, Nyborg també es convertia en un ésser polític molt professional, però sens dubte mantenia aquest idealisme, i que això era important.
Algunes fonts van apuntar que el personatge estaria inspirat en la líder centrista danesa Margrethe Vestager, comissària de la Unió Europea.
El paper de Birgitte Nyborg està interpretat per l'actriu danesa Sidse Babett Knudsen. En descriure la seva relació amb el personatge, Knudsen assegurava que «Semblava que la Birgitte havia de ser una dona que se sentia culpable i això no m'agradava ... Crec que [Nyborg] havia de ser responsable dels seus sentiments. Per això, quan havia de prendre decisions poc populars, vaig intentar que no tingués pena per ella mateixa o que de sobte es convertís en un embolic en la seva vida privada, perquè perdria credibilitat com a primera ministra si ho fes...».
En el primer episodi de la primera temporada, Birgitte apareix com la líder d'un partit polític minoritari, els Moderats. No obstant això, com a resultat d'una successió d'esdeveniments després d'unes eleccions generals molt controvertides, es troba com a possible candidata de coalició per al càrrec de primer ministre de Dinamarca, càrrec que assumeix i que manté fins al final de la segona temporada, quan convoca eleccions. A la primera temporada, és coneguda com a Birgitte Nyborg Christensen (assumint el cognom del seu marit Phillip). Al començament de la segona temporada es divorcia de Philip Christensen i, per tant, queda amb el nom de Birgitte Nyborg. En el temps transcorregut entre la segona i la tercera sèrie, Nyborg perd la seva condició de primera ministra i es converteix en empresària i oradora pública, però fa un intent per tornar a assumir el liderat dels Moderats, intent que fracassa. En aquell moment abandona el partit per discrepàncies amb el gir a la dreta del seu líder, i funda un nou partit polític, els Nous Demòcrates, els quals després de diferents alts i baixos aconsegueixen ser la formació frontissa del nou govern, que li permet assolir el càrrec de ministra d'afers exteriors.
En la quarta temporada, estrenada a Netflix el 2022, Birgitte serà també ministra d'Afers Exteriors.

## Paral·lelismes amb l'escenari polític real
Tot i que els partits que surten a la sèrie són ficticis, si que es pot trobar un equivalent a l'escenari polític real danès.
- Els Moderats (De Moderate), el partit de centreesquerra de Birgitte Nyborg a les dues primeres temporades, es basa en el Partit Social Liberal danès (Radikale Venstre).
- El Partit Laborista (Arbejderpartiet) es basa en els socialdemòcrates (Socialdemokraterne).
- El Partit Verd, ecologista, considerat d'esquerres (Miljøpartiet), és similar al Partit Popular Socialista (Socialistisk Folkeparti).
- El col·lectiu Solidaritat, d'extrema esquerra (Solidarisk Samling) és similar a l'Aliança Vermell-Verd (Enhedslisten).
- Nova Democràcia (Nye Demokrater), el nou partit centrista de Birgitte Nyborg en la tercera temporada, es basa en la Nova Aliança (Ny Alliance).
- El Partit Liberal de centre-dreta (De Liberale) es basa en Venstre.
- Nova Dreta (Ny Højre) és similar al Partit Popular Conservador (Konservative Folkeparti).
- El líder del Partit de la Llibertat, Svend Åge Saltum, declara que el Partit Nacional Conservador de la Llibertat (Frihedspartiet) és un partit successor del Partit del Progrés de Mogens Glistrup (Fremskridtspartiet), igual que el seu successor de la vida real Partit Popular Danès (Dansk Folkeparti).

Altres coincidències amb la realitat són que després de les eleccions parlamentàries del 2011, els social-liberals, el partit popular socialista i els socialdemòcrates van formar un govern de coalició, amb el suport parlamentari de l'Aliança Vermell-Verda, i amb Helle Thorning-Schmidt convertint-se en la primera dona primera ministra de Dinamarca (tot i que, a la realitat, eren els socialdemòcrates qui lideraven el govern en comptes dels socials-liberals).
La Nova Aliança (Ny Alliance) es va oposar originalment a la influència del conservadorisme social del Partit Popular Danès (Dansk Folkeparti) sobre el Govern, així com a la suposada estratègia d'oposició d'esquerra del Partit Social Liberal. El 2008, el partit es va fer un lleuger viratge a la dreta política, posant èmfasi en els components de liberalisme econòmic o llibertaris del seu programa polític, i va canviar el seu nom de Nova Aliança a Aliança Liberal.
Les emissores i diaris de ficció també tenen els seus equivalents en la vida real: l'emissora pública TV1 es basa en DR1, el diari tabloide Ekspres s'inspira en Ekstra Bladet i el comercial 2 és similar a TV2.

## Repartiment
| Actor/actriu                | Personatge              | Rol del personatge |
| --------------------------- | ----------------------- | --- |
| Sidse Babett Knudsen        | Birgitte Nyborg         | Líder dels Moderats i primera ministra (temporades 1 i 2) Líder de Nova Democràcia (temporada 3)                                                     |
| Familia Nyborg-Christensen  |                         | |
| Mikael Birkkjær             | Phillip Christensen     | Marit de Birgitte Nyborg i professor a l'Escola de Negocis de Copenhaguen                                                                            |
| Freja Riemann               | Laura Christensen       | Primera filla del matrimoni |
| Emil Poulsen                | Magnus Christensen      | Segon fill del matrimoni |
| Equip de Birgitte Nyborg    |                         | |
| Pilou Asbæk                 | Kasper Juul             | Cap de premsa de Birgitte Nyborg (temporada 1 i 2). Analista polític a TV1 (temporada 3)                                                             |
| Morten Kirkskov             | Niels Erik Lund         | Secretari permanent del primer ministre o primera ministra                                                                                           |
| Iben Dorner                 | Sanne                   | Assistent personal de la primera ministra |
| Hanne Hedelund              | Jytte                   | Secretària del primer ministre |
| Canal TV1                   |                         | |
| Birgitte Hjort Sørensen     | Katrine Fønsmark        | Periodista de TV1/Ekspres (temporada 1 i 2). Cap de premsa i directora de campanya de Nova Democràcia (temporada 3).                                 |
| Benedikte Hansen            | Hanne Holm              | Periodista de TV1 (temporada 1 i 3). Periodista de l'Ekspres (temporada 2).                                                                          |
| Søren Malling               | Torben Friis            | Editor de notícies de TV1 |
| Lisbeth Wulff               | Pia Munk                | Editora de TV1 |
| Thomas Levin                | Ulrik Mørch             | Presentador de notícies de TV1 |
| Christian Tafdrup           | Alexander 'Alex' Hjort  | Director de programes de TV1 |
| Anders Juul                 | Simon Bech              | Periodista de TV1 |
| Govern de Nyborg            |                         | |
| Lars Knutzon                | Bent Sejrø              | Ministre d'Hisenda (temporada 1), assessor de Birgitte Nyborg (temporades 2 i 3)                                                                     |
| Dar Salim                   | Amir Diwan              | Líder dels Verds, ministre d'Energia i Clima |
| Stine Stengade              | Henriette Klitgaard     | Ministre d'Empresa (Moderats) |
| Jens Jacob Tychsen          | Jacob Kruse             | Ministre de Relacions amb la Unió Europea (Moderats), posteriorment comissari a la Comissió Europea (temporada 1), líder dels Moderats (temporada 3) |
| Nous Demòcrates             |                         | |
| Kristian Halken             | Erik Hoffmann           | Antic vicepresident de Nova Dreta |
| Julie Agnete Vang           | Nete Buch               | Antic membre dels Moderats |
| Jens Albinus                | Jon Berthelsen          | Antic membre dels Moderats |
| Lars Mikkelsen              | Søren Ravn              | Assessor econòmic dels Moderats |
| Partit Laborista            |                         | |
| Peter Mygind                | Michael Laugesen        | Líder del Partit Laborista i cap de l'oposició. Editor del diari Ekspres                                                                             |
| Flemming Sørensen           | Bjørn Marrot            | Ministre d'Afers Exteriors, líder del Partit Laborista (substituint Laugesen)                                                                        |
| Lars Brygmann               | Troels Höxenhaven       | Ministre de Justícia i antic líder del Partit Laborista, posteriorment ministre d'Afers Exteriors i líder del Partit Laborista (substituint Marrot)  |
| Bjarne Henriksen            | Hans Christian Thorsen  | Ministre de Defensa, posteriorment ministre d'Afers Exteriors i líder del Partit Laborista (substituint Höxenhaven)                                  |
| Petrine Ager                | Pernille Madsen         | Ministra d'Igualtat, posteriorment ministra d'Hisenda i antiga líder del Partit Laborista                                                            |
| Altres partits              |                         | |
| Søren Spanning              | Lars Hesselboe          | Líder del Partit Liberal. Primer Ministre (temporades 1 i 3)                                                                                         |
| Ole Thestrup                | Svend Åge Saltum        | Líder del Partit de la Llibertat |
| Marie Askehave              | Benedikte Nedergaard    | Diputada del Partit de la Llibertat |
| Jannie Faurschou            | Yvonne Kjær             | Líder de Nova Dreta |
| Signe Egholm Olsen          | Anne Sophie Lindenkrone | Líder del col·lectiu Solidaritat |
| Membres del Parlament danès |                         | |
| Fadime Turan                | Aicha Nagrawi           | Diputada del col·lectiu Solidaritat |
| Claus Bue                   | Parly Petersen          | Diputat laborista |
| Mette Kolding               | Inger Hansen            | Diputat liberal |
| Laura Allen Müller          | Nadia Barazani          | Membre de Nova Democràcia |
| Altres personatges          |                         | |
| Alastair Mackenzie          | Jeremy Welsh            | Arquitecte i parella de Birgitte Nyborg (temporada 3)                                                                                                |
| Claus Riis Østergaard       | Ole Dahl                | Cap de premsa de Lars Hasselboe com a primer ministre (temporada 1)                                                                                  |
| Mille Dinesen               | Cecelie Toft            | Xicota de Phillip Christensen. Pediatra (temporada 2)                                                                                                |

## Eleccions durant la sèrie
Al llarg de la sèrie es poden observar tres processos electorals.

### Primera legislatura (Temporades 1 i 2)
A les primeres eleccions que es poden veure al primer capítol de la sèrie, el primer ministre sortint és el candidat del Partit Liberal, mentre que el Partit Laborista lidera l'oposició. Un gir inesperat en el darrer debat, i la acusació per part del candidat laborista (o socialdemòcrata) de malversació de fons per part del primer ministre suposen un gir inesperat en els resultats que acaben amb Birgitte Nyborg com a primera ministra.

### Segona legislatura
La segona legislatura de la sèrie, comença amb la convocatòria de les eleccions per part de Birgitte Nyborg en el darrer episodi de la segona temporada. D'aquest procés electoral no en surten resultats a la sèrie, sinó que, de fet, la sèrie fa un salt de dos anys i mig entre la convocatòria d'eleccions i l'inici de la tercera temporada. El que sí es pot veure és que hi ha un govern dels liberals amb la Nova Dreta i amb suport dels moderats i del Partit de la Llibertat.

### Tercera legislatura (Temporada 3)
En aquest tercer procés electoral, Birgitte Nyborg es presenta amb la seva nova formació: els Nous Demòcrates. Els resultats li atorguen 13 diputats, el que li permet ser un partit frontissa al parlament danès. Inicialment, Nyborg havia donat suport al candidat de l'oposició, el laborista i exministre del seu govern Hans Christian Thorsen. De totes maneres, el fet que no deixin al seu partit introduir esmenes al manifest de govern que fa l'oposició, unit a la pugna pel vot centrista i la mala relació amb el seu antic partit, el Partit Moderat, li fa canviar d'estratègia i optar per no donar suport exprés a cap partit fins després de les eleccions. En el darrer capítol de la tercera temporada, un cop es coneixen els resultats, podem veure com Nyborg negocia inicialment un govern d'esquerres, però els partits que es troben més a l'esquerra no li permeten introduir els seus postulats, especialment en matèria econòmica. Aquest bloqueig a les negociacions, fa que el Partit Laborista proposi a Nyborg una coalició amb ells, els verds i el Partit de la Llibertat, d'extrema dreta. Nyborg, però, prefereix aleshores iniciar converses amb els liberals, i tancar un govern de centre-dreta, renunciant a la possibilitat de ser ella mateixa primera ministra, però aconseguint deixar fora del govern al Partit de la Llibertat, tal com havien promès en campanya electoral. Com a contrapartida, Nyborg obté una sèrie de ministeris, entre ells el Ministeri d'Afers Exteriors que encapçalarà ella mateixa.

## Episodis
| Temporada | Temporada | Episodis | Emissió inicial        | Emissió inicial        |
| Temporada | Temporada | Episodis | Inici                  | Final                  |
| --------- | --------- | -------- | ---------------------- | ---------------------- |
|           | 1         | 10       | 26 de setembre de 2010 | 28 de novembre de 2010 |
|           | 2         | 10       | 25 de setembre de 2011 | 27 de novembre de 2011 |
|           | 3         | 10       | 1 de gener de 2013     | 10 de març de 2013     |
|           | 4         | 8        | 13 de febrer de 2022   | 3 d'abril de 2022      |

## Premis i reconeixements

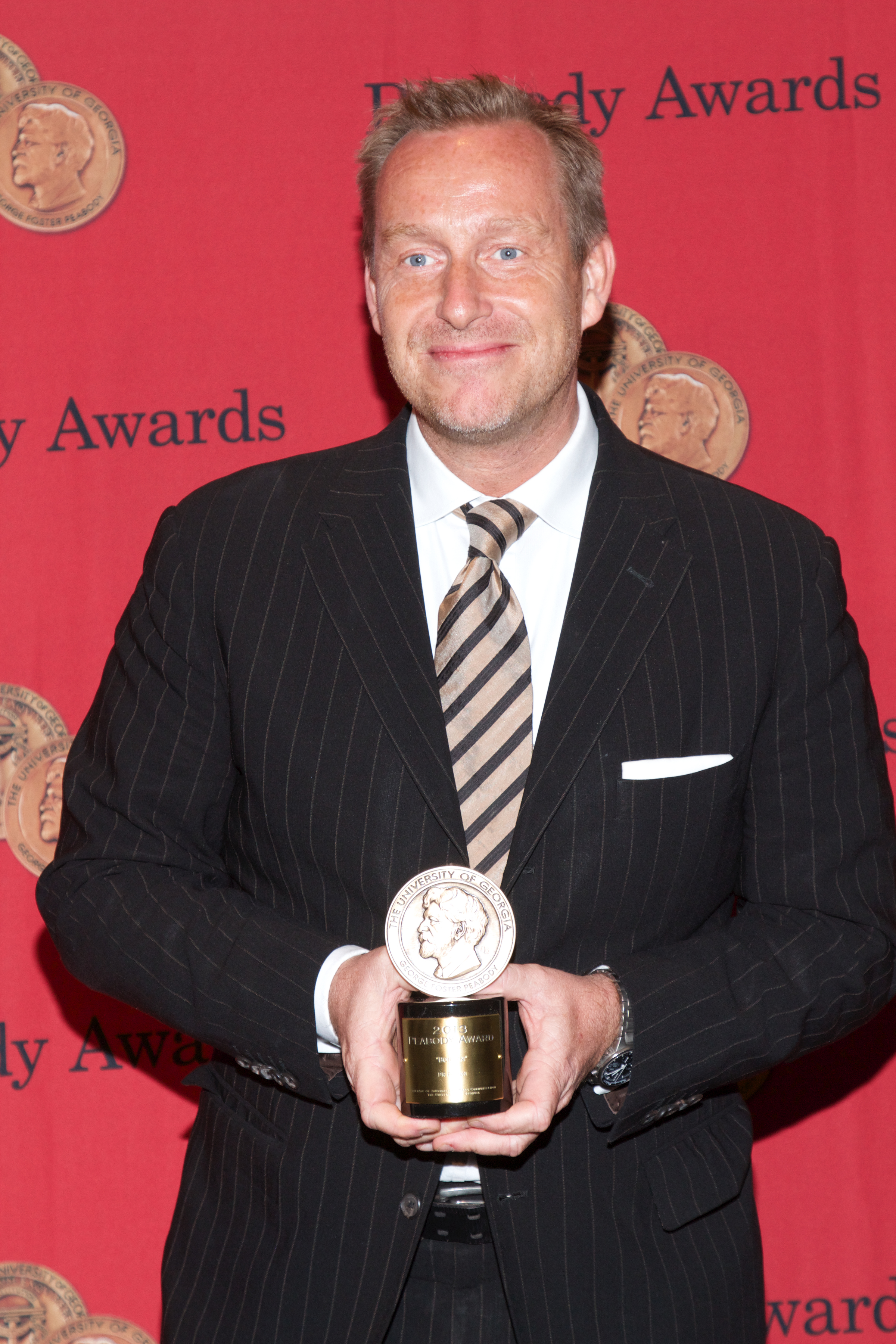
Adam Price amb el premi Peabody per a Borgen a la 72a cerimònia anual dels guardons.

| Gala                                                                     | Any  | Categoria                                         | Nominat/ada             | Resultat   |
| ------------------------------------------------------------------------ | ---- | ------------------------------------------------- | ----------------------- | ---------- |
| Premi Emmy Internacional                                                 | 2012 | Millor actriu                                     | Sidse Babett Knudsen    | Nominada   |
| Festival de Televisió de Montecarlo                                      | 2011 | Millor actriu de sèrie dramàtica                  | Sidse Babett Knudsen    | Guanyadora |
| Festival de Televisió de Montecarlo                                      | 2013 | Millor sèrie de televisió dramàtica internacional | Borgen III              | Nominada   |
| Festival de Televisió de Montecarlo                                      | 2013 | Millor sèrie de televisió dramàtica europea       | Borgen III              | Guanyadora |
| Festival de Televisió de Montecarlo                                      | 2013 | Millor actriu de sèrie dramàtica                  | Birgitte Hjort Sørensen | Nominada   |
| Premi BAFTA                                                              | 2012 | Premi internacional                               | Borgen                  | Guanyador  |
| Premi BAFTA                                                              | 2014 | Premi internacional                               | Borgen                  | Nominat    |
| Prix Italia                                                              | 2010 | Millor sèrie dramàtica                            | Borgen                  | Guanyadora |
| Festival Internacional de Programes Audiovisuals Documentals de Biarritz | 2011 | Millor sèrie                                      | Borgen                  | Guanyadora |
| Festival Internacional de Programes Audiovisuals Documentals de Biarritz | 2011 | Millor música de sèries de televisió              | Halfdan E               | Guanyador  |
| Premis Peabody                                                           | 2013 | Àrea d'excel·lència                               | Borgen                  | Guanyadora |
| Premis de la Crítica Cinematogràfica                                     | 2023 | Millor sèrie en llengua estrangera                | Borgen                  | Nominada   |

## Ràdio
L'emissora DR1 va produir una sèrie radiofònica derivada de la sèrie televisiva, Udenfor Borgen (lit. ‘Fora del castell’). El personatge principal era Hans Gammelgard (veu de l'actor danès Finn Nielsen), que representava el secretari privat del Ministeri de Medi Ambient i que s'enfrontava a les adversitats inesperades derivades d'intentar intervenir i controlar els cultius modificats genèticament per part dels agricultors danesos.
A partir de desembre de 2013, la BBC Radio 4 va emetre una traducció en anglès d'Udenfor Borgen, titulada Borgen: Outside the Castle, protagonitzada per Tim Pigott-Smith com Hans Gammelgard. El 2015 la ràdio pública d'Alemanya Deutschlandfunk la va emetre amb adaptacions alemanyes.

## Música
El 26 de febrer de 2013, DR Salg, la distribució comercial de DR, va treure al mercat Borgen (Original TV Series Soundtrack), amb els dinou temes de les composicions originals que Halfdan E havia fet per a la sèrie.

## Novel·la
El 19 de febrer de 2013 es va publicar una novel·la de la primera sèrie de Borgen a Dinamarca, els Països Baixos i França. L'obra, editada per Lindhardt & Ringhof està escrita per Jesper Malmose.